# Rodesgrün
Rodesgrün ist ein Gemeindeteil der Stadt Selbitz im Landkreis Hof (Oberfranken, Bayern). Die Gemarkung Rodesgrün hat eine Fläche von 5,215 km². Sie ist in 605 Flurstücke aufgeteilt, die eine durchschnittliche Fläche von 8620,63 m² haben. In ihr liegt neben dem namensgebenden Ort der Gemeindeteil Kohlbühl. Die Einöde Wiesenhaus zählt zum Gemeindeteil Rodesgrün.

## Geografie
Das Dorf liegt weitestgehend auf freier Flur auf einem Höhenzug des Frankenwaldes. Im Westen grenzt ein Waldgebiet an. Eine Gemeindeverbindungsstraße führt an Linden vorbei nach Naila zur Staatsstraße 2195, die hier in einer Anschlussstelle der Bundesstraße 173 mündet (2 km südwestlich), bzw. nach Neuhaus (1,3 km nordöstlich). Eine weitere Gemeindeverbindungsstraße führt die B 173 überbrückend nach Selbitz zur HO 33 (2,2 km südlich).

## Geschichte
Die Veste Rodesgrün war der Stammsitz der Herren von Grün. Im Jahr 1330 wurde diese als „Rodansgrün“ erstmals urkundlich erwähnt. Das Bestimmungswort des Ortsnamens ist der Personenname Rodan, das Grundwort -grün (=Rodung). 1373 wurde Rodesgrün vom Nürnberger Burggraf Friedrich V. gekauft. In den Fehden mit den Vögten von Weida im ausgehenden 14. Jahrhundert wurde die Veste zerstört. Nachfolgebau ist das Schloss Neuhaus.
Zur Realgemeinde Rodesgrün gehörten Kohlbühl. Gegen Ende des 18. Jahrhunderts bestand Rodesgrün aus 24 Anwesen. Die Hochgerichtsbarkeit hatte das bayreuthischen Vogteiamt Naila. Die Dorf- und Gemeindeherrschaft hatten das Vogteiamt Naila und Kastenamt Hof gemeinschaftlich. Grundherren waren
- das Kastenamt Hof: 2 Halbhöfe, 5 Viertelhöfe, 2 Dreiachtelhöfe, 3 Tropfhäuser, 1 Haus;
- das Bürgerhospital Kulmbach: 10 Häuser;
- das Verwaltungsamt Selbitz: 1 Halbhof.[7]

Von 1797 bis 1810 unterstand Rodesgrün dem Justiz- und Kammeramt Naila. Nachdem im Jahr 1810 das Königreich Bayern das Fürstentum Bayreuth käuflich erworben hatte, wurde der Ort bayerisch. Infolge des Ersten Gemeindeedikts wurde Rodesgrün dem 1812 gebildeten Steuerdistrikt Neuhaus zugewiesen. Zugleich entstand die Ruralgemeinde Rodesgrün, zu der Kohlbühl gehörte. Sie war in Verwaltung und Gerichtsbarkeit dem Landgericht Naila zugeordnet und in der Finanzverwaltung dem Rentamt Lichtenberg (1919 in Finanzamt Lichtenberg umbenannt, seit 1955 Finanzamt Naila). Ab 1862 gehörte Rodesgrün zum Bezirksamt Naila (1939 in Landkreis Naila umbenannt). Die Gerichtsbarkeit blieb beim Landgericht Naila (1879 in Amtsgericht Naila umgewandelt). Die Gemeinde Rodesgrün hatte 1964 eine Gebietsfläche von 5,221 km². Im Zuge der Gebietsreform in Bayern wurde die Gemeinde Rodesgrün am 1. April 1971 nach Selbitz eingemeindet.

### Bau- und Bodendenkmäler
- Turmhügel Rodesgrün[12]
- Burgstall Rodesgrün[12]
- Weidenweg 5 (=Haus Nr. 15): Ehemals zur Schlossherrschaft Neuhaus gehörender Gutshof[12]

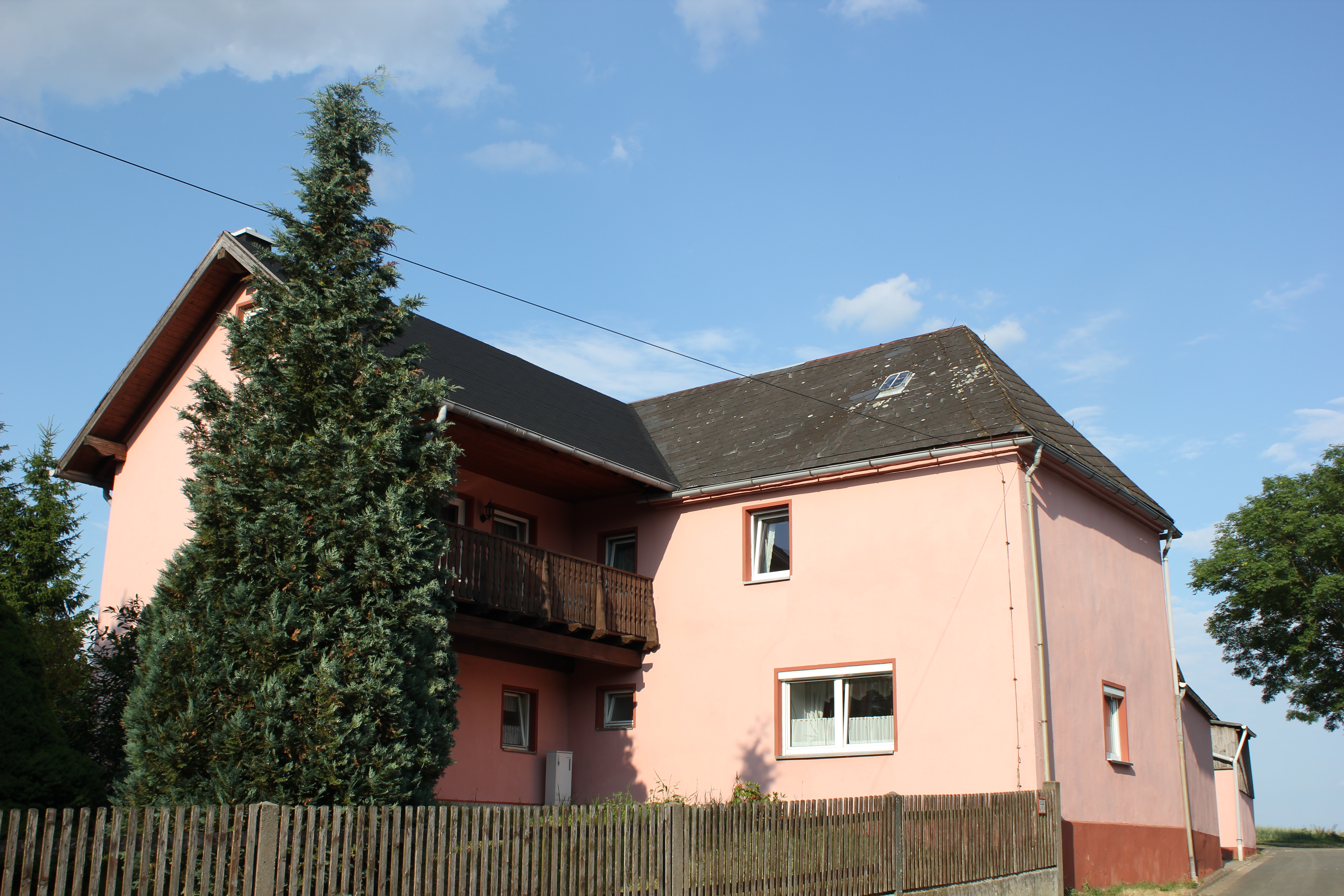
Früherer Gutshof

ehemalige Baudenkmäler
- Haus Nr. 11: Zweigeschossiges Wohnstallhaus der ersten Hälfte des 19. Jahrhunderts, mit Satteldach; Erdgeschoss verputzt massiv, Obergeschoss Fachwerk, im Wohnteil verputzt, über Stall verschiefert.[13]
- Haus Nr. 12: Zweigeschossiges Wohnstallhaus der ersten Hälfte des 19. Jahrhunderts, mit Satteldach; Erdgeschoss verputzt massiv, Obergeschoss verputztes Fachwerk.[13]

### Einwohnerentwicklung
Gemeinde Rodesgrün
| Jahr      | 1819  | 1840   | 1852   | 1855   | 1861   | 1867   | 1871   | 1875   | 1880   | 1885   | 1890   | 1895   | 1900   | 1905   | 1910   | 1919   | 1925   | 1933   | 1939   | 1946   | 1950   | 1952   | 1961  | 1970   |
| Einwohner | 178   | 231    | 238    | 229    | 250    | 280    | 272    | 252    | 245    | 231    | 238    | 225    | 234    | 228    | 214    | 230    | 251    | 258    | 249    | 369    | 329    | 288    | 265   | 256    |
| Häuser    |       |        |        |        |        |        | 39     |        |        | 40     | 40     |        | 41     |        |        |        | 41     |        |        |        | 46     |        | 49    |        |
| Quelle    | [ 8 ] | [ 15 ] | [ 15 ] | [ 15 ] | [ 16 ] | [ 17 ] | [ 18 ] | [ 19 ] | [ 20 ] | [ 21 ] | [ 22 ] | [ 15 ] | [ 23 ] | [ 15 ] | [ 24 ] | [ 15 ] | [ 25 ] | [ 15 ] | [ 15 ] | [ 15 ] | [ 26 ] | [ 15 ] | [ 9 ] | [ 27 ] |

Ort Rodesgrün
| Jahr      | 001799 | 001819 | 001861 | 001871 | 001885 | 001900 | 001925 | 001950 | 001961 | 001970 | 001987 | 002021 |
| Einwohner | 65     | 139    | 194    | 219    | 189    | 206    | 207    | 265    | 233    | 225    | 181    | 164    |
| Häuser    | 12     |        |        | 32     | 33     | 33     | 38     | 41     |        | 55     |        |        |
| Quelle    | [ 28 ] | [ 8 ]  | [ 16 ] | [ 18 ] | [ 21 ] | [ 23 ] | [ 25 ] | [ 26 ] | [ 9 ]  | [ 27 ] | [ 29 ] | [ 1 ]  |

## Religion
Rodesgrün ist seit der Reformation evangelisch-lutherisch geprägt und bis heute nach Selbitz gepfarrt.